# Fucile di precisione

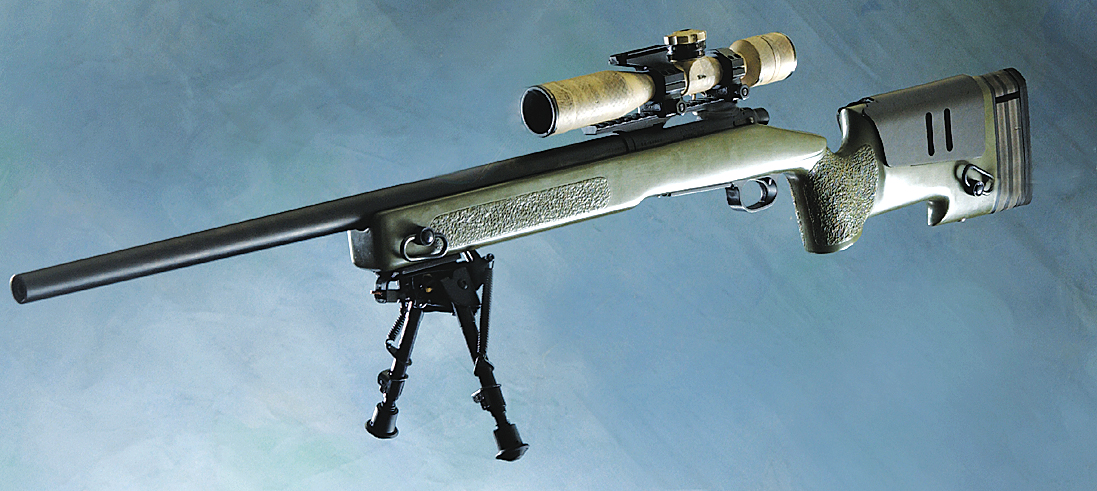
L'M40, fucile di precisione in dotazione ai marines statunitensi.

Un fucile di precisione è generalmente un'arma da fuoco leggera, con canna lunga rigata, progettata e costruita per colpire bersagli molto lontani. Questo tipo di fucile è spesso dotato di appoggio bipiede e ottica di puntamento, per migliorare la precisione dei tiri, ma anche di vari accessori e di funzioni che possono migliorare l'ergonomia offerta al tiratore. E siccome chi usa queste armi è spesso un cecchino o sniper (in inglese), l'arma prende anche il nome di fucile da cecchino o fucile-sniper.  
È solitamente un'arma a singolo colpo, con ripetizione manuale ad azione singola, e con sistema ad otturatore girevole-scorrevole (detto anche bolt-action, azione a catenaccio), dove tra un colpo e il successivo serve l'operato del tiratore, per rifornire la camera di cartuccia e riarmare il percussore. Tuttavia, per rendere questo tipo di fucile un po' più rapido e pratico nella ripetizione dei colpi, molto spesso viene dotato di un serbatoio fisso o di un caricatore estraibile, con una capacità di almeno 5 colpi di riserva.  

## Storia

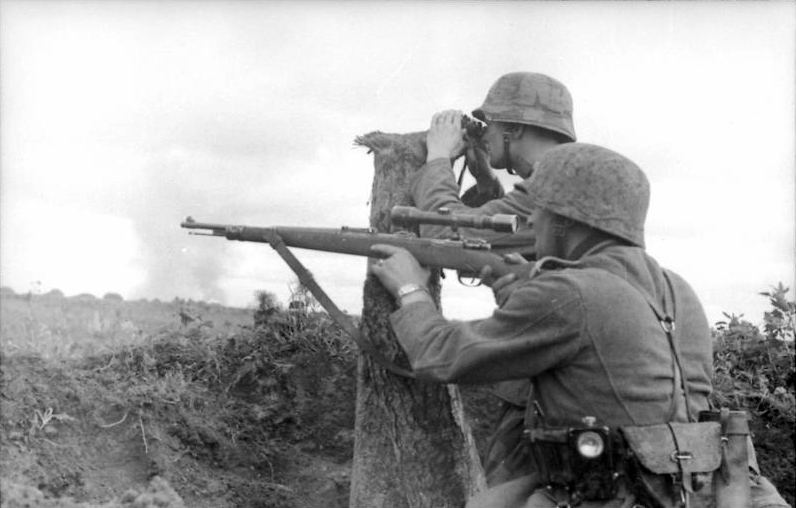
Tiratore tedesco con un K98k equipaggiato con ottica telescopica Zeiss ZF 42 (4×) - giugno 1942, Fronte orientale (1941-1945) in Russia.

Il fucile di precisione fa la sua prima comparsa nel XVIII secolo in cui particolari modelli di fucili standard dell'esercito venivano scelti per la loro particolare precisione. Nelle due guerre mondiali, entrambe le fazioni schierarono fucili di precisione nati da fucili bolt-action (K98k) o semiautomatici (Gewehr 43) già in dotazione. La pratica di creare un fucile di precisione modificando modelli preesistenti con mirini telescopici e fuoco semiautomatico, è ancora oggi molto diffusa. Fucili ancora in dotazione come l'M21, sono nati in questo modo. Non mancano però fucili di precisione nati specificatamente per questo compito, come il russo Dragunov o lo statunitense SR-25.

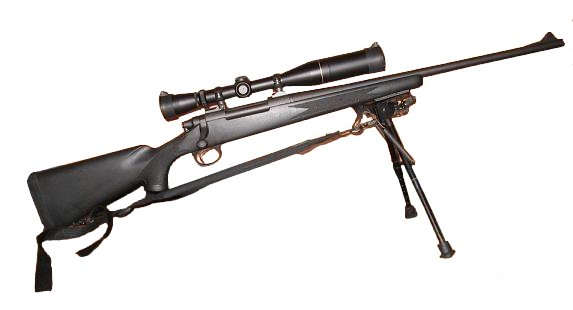
Remington 700 con ottica

Tutt'oggi, la maggior parte dei fucili di precisione, soprattutto quelli in dotazione alle forze di polizia, nascono sulla base di fucili a canna rigata, nati per la caccia o per il tiro sportivo. Un paio di esempi possono essere basati sul M24 e sul M40, nati entrambi sulla base del Remington 700, un modello disponibile nelle armerie per uso privato dagli anni sessanta (del XX secolo). Dal 2010, l'esercito americano ha dotato i propri cecchini del nuovo fucile di precisione XM2010.

## Usi e caratteristiche
Vengono solitamente usati dagli sniper, marksman, cecchini, ecc. per colpire obiettivi a grande distanza, infliggendo il maggior danno con il minimo numero di colpi. E questo significa, spesso, uccidere il bersaglio con un colpo unico, senza dare la possibilità di capire da dove sia arrivato il colpo. 
Visti i calibri utilizzati, solitamente dal .338 Lapua Magnum al .50 BMG, e l'alta energia cinetica impressa ai proiettili, vengono chiamati anche fucili anti-materiale (FAM). I fucili anti-materiali di ultima generazione, però, sono anche usati per rendere inutilizzabili apparecchiature nemiche come sistemi radar, veicoli, velivoli (a terra) e sistemi EOD (esplosivi artigianali e non). 
Mentre fucili di precisione come l'M200 CheyTac sono specificatamente progettati per colpire bersagli umani, armi come il Barrett M95 cal. 50 (12.7 mm) possono forare un blocco di cemento armato spesso 200 mm, e per questo sono definiti "anti-materiale".
Un fucile di questo tipo è solitamente costituito da: 
- una canna molto lunga rigata per evitare la perdita di accuratezza sulle lunghe distanze;
- un mirino ottico telescopico ad elevato ingrandimento;
- cartucce  come le 7,62 × 51 mm NATO o quelle di grosso calibro, peso ed energia come le .338 lapua magnum .416 o le .50 BMG per evitare un'eccessiva perdita di energia cinetica sulle lunghe distanze;
- una base d'appoggio come un treppiedi o un bipode per avere maggiore stabilità.

Il soldato che utilizza un fucile di precisione può essere uno sniper (traducibile con "cecchino"), cioè un soldato abitualmente accompagnato da un osservatore che lo assiste nella ricerca dei bersagli con dispositivi di osservazione a lunga distanza e negli spostamenti da un appostamento all'altro. Questa unità di due uomini addestrata appositamente è utilizzata per bersagli specifici a lunghissima distanza, mentre all'interno di una compagnia può essere identificato il cosiddetto marksman o tiratore scelto, che è in sostanza il miglior tiratore della compagnia ed è spesso distinguibile dal fatto che è dotato di un normale fucile da battaglia, ma dotato di bipiede anteriore ed ottica di precisione. Il suo utilizzo è più tattico e più a corto raggio dello sniper, ovvero quando occorre colpire senza errori sentinelle o avversari specifici e supportare in questo modo l'azione bellica della compagnia, eliminando i primi ostacoli al raggiungimento dell'obbiettivo.
A causa della cadenza di fuoco ridotto, della poca maneggevolezza dell'arma e del forte rinculo se non vengono usati da posizioni stabili, i fucili di precisione sono poco adatti agli scontri a fuoco su brevi distanze mentre chiaramente eccellono sulla media-lunga distanza.
Per la possibilità di colpire con precisione a distanza di sicurezza e anche attraverso vetri o altri materiali, il fucile di precisione è molto usato dalle squadre scelte della polizia (come la SWAT) o dalle squadre antiterrorismo (ad esempio i SAS) oltre che dagli eserciti.
Al contrario dei fucili-sniper, i fucili semiautomatici sono penalizzati sulla precisione dei tiri, dal notevole movimento prodotto dal dispositivo automatico di riarmo. Per questo motivo, lo sniper sceglie fucili bolt-action.

## Classificazione
In base al loro utilizzo, i fucili di precisione possono essere suddivisi in tre classi:

### Fucili di precisione militari
Sono usati da unità dell'esercito. Devono essere leggeri, affidabili in qualsiasi condizione climatica e devono sopportare molti colpi senza pulizia e senza perdita di accuratezza. Inoltre, devono essere facili da riparare sul campo di battaglia e devono avere sistemi di mira metallici (ottiche di backup) nel caso in cui l'ottica si rompa. Devono inoltre sparare proiettili e cartucce militari standard come le 7.62 mm NATO. Per i calibri standard è garantito un raggio di 700-800 metri che aumenta con l'utilizzo di dimensioni maggiori.
All'interno di questa classe di fucili è possibile distinguere fra fucili di precisione veri e propri e fucili per supporto alle truppe in prima linea. Per i primi si predilige la precisione a scapito della cadenza di fuoco, la maggior parte sono quindi a otturatore girevole-scorrevole, per i secondi, invece, è più importante la velocità di fuoco e sono quindi semiautomatici, spesso derivati direttamente dai fucili d'assalto utilizzati dalle truppe, come nel caso dell'FN SCAR o del TAR-21

### Fucili di precisione per forze di polizia
In guerra, un nemico ferito equivale a un nemico ucciso o è anche preferibile. Infatti, un nemico ferito necessita di almeno due uomini che lo trasportino fuori dal campo di battaglia, diminuendo quindi le truppe effettivamente in grado di combattere. Quando l'obiettivo è un terrorista, invece, è opportuno ucciderlo o, comunque, metterlo in condizione di non poter nuocere ai civili. Infatti, anche con un colpo al cuore, il cervello può inviare lo stimolo al dito sul grilletto per almeno 15 secondi. Per questo i fucili di questo tipo richiedono una maggior precisione non solo per avere garanzie di uccidere l'obiettivo, ma anche per colpire particolari parti del corpo, come la mano che impugna l'arma.
Al contrario dei fucili militari, però, la distanza di utilizzo è minore. La maggior parte degli scenari con ostaggi e terroristi, infatti, richiede colpi ad una distanza compresa fra 300 e 100 metri, e quindi spesso le squadre SWAT usano anche semplici fucili da assalto dotati di ottica di precisione e di fuoco semiautomatico. Ma poiché uno sparo potrebbe allertare il bersaglio o fargli compiere gesti sconsiderati, sono necessari colpi più precisi possibili, e quindi un fucile di precisione appositamente creato resta la scelta migliore. Questo tipo di utilizzo non richiede calibri specifici.

### Fucili di precisione per usi particolari
Sono i fucili anti-materiali a lunga distanza e quelli silenziati.
I primi hanno calibri molto grandi, come il .50BMG (Barrett M99, M95 ed M82) che garantisce elevata precisione fino a 1.500 metri e oltre.
I fucili silenziati utilizzano soppressori sonori integrati o rimovibili e munizioni subsoniche che riducono il raggio d'azione a 300-400 metri. Ma questo non costituisce un problema perché il suono dello sparo non può essere udito oltre i 100-200 metri, che scendono a 30-50 metri in zone molto rumorose come le città. L'operatore può quindi sparare senza essere individuato dal rumore dello scoppio.

## Precisione e Accuratezza
Il metodo più comune per valutare la precisione di questi fucili, è misurare il diametro medio del cerchio che racchiude in sé tutti i fori di proiettile eseguiti su un bersaglio, da una certa distanza: la cosiddetta "rosa dei colpi" o "rosata di tiro", che viene effettuata in genere con gruppi di 5 colpi (o anche da 3 a 10). 

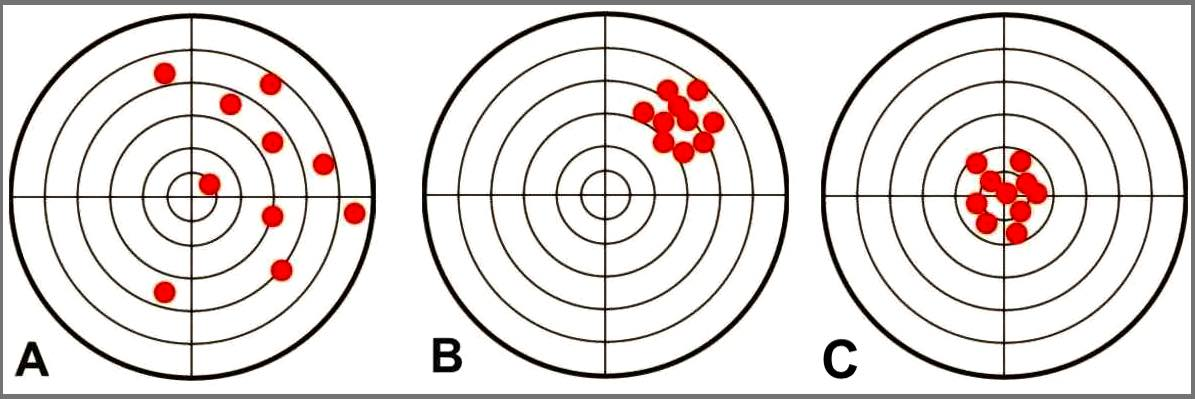
Precisione e accuratezza dei fucili

L'accuratezza del fucile si vede invece quando i colpi sono centrati mediamente al centro del bersaglio mirato, quindi la figura a fianco indica, in A un fucile poco preciso ed anche poco accurato, in B un fucile molto preciso ma poco accurato, e in C un fucile molto preciso e molto accurato. L'accuratezza però può variare molto anche in base alle condizioni ambientali, quindi per calibrare un mirino ottico all'arma, è sempre meglio procedere in condizioni con meno influenza possibile (ad esempio, al coperto). 
La linea di demarcazione per considerare i fucili con buona precisione, è di solito segnata da 1 minuto d'arco (MOA - Minute Of Arc ). Il numero di MOA rappresenta, in modo approssimativo, un cerchio di rosata del diametro di 1 pollice (25,4 mm) eseguita da 100 iarde (91,44 m) di distanza, che equivale ad un cerchio di rosata di 29,1 mm da 100 m di distanza, e che significa anche un diametro di circa 30 cm da 1000 m di distanza (circa la dimensione della testa di un uomo). I fucili più moderni raggiungono anche precisioni di ~ 0,3 MOA, restringendo la rosata di circa 1/3 e permettendo quindi di sparare da 1 km di distanza dentro un bersaglio grande come una mela (Ø 9 cm). 

## Costruzione e calibro

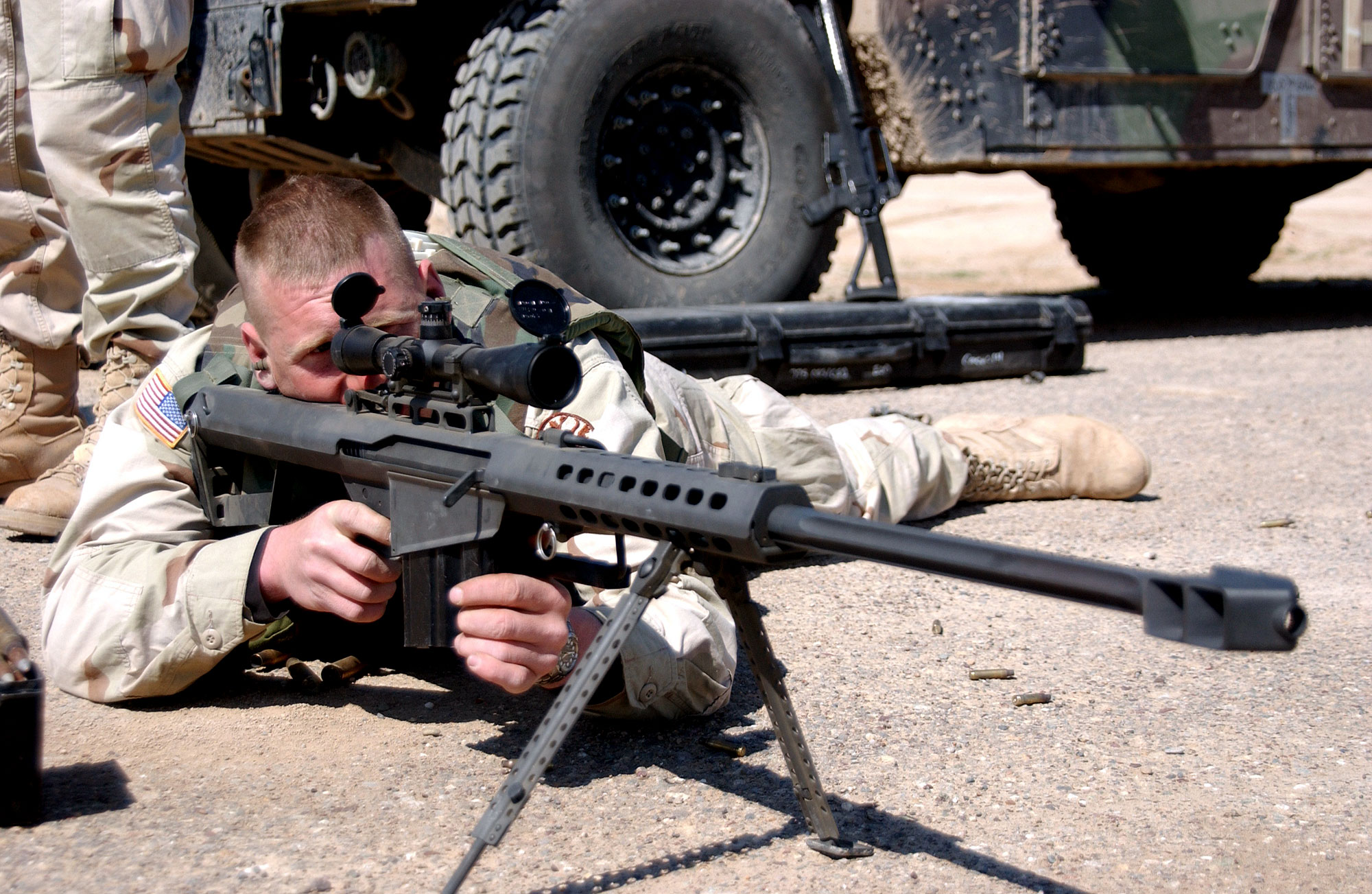
Barrett M82A1 „Anti-Material“ in calibro 12,7 × 99 mm utilizzato da un soldato statunitense

La maggior parte dei fucili sono a ripetizione con ricarica automatica e spesso con selettore S-A (Semi/Automatico), mettendo così la precisione in secondo piano. Per impieghi civili, in corpi di Polizia, usano spesso queste armi, un po' meno precise.
Il tiratore scelto, invece, usa più spesso o soltanto fucili a carcamento manuale, con otturatore girevole e scorrevole azionato a leva, molto più adatti per il colpo finale risolutivo.
Data l'elevata esigenza di precisione del tiro e le lunghe distanze (molto oltre i 100 m), viene preferito l'uso di organi di mira ottici, con ingrandimenti variabili anche fino a 24x, detti cannocchiali di puntamento. Solo per i tiri a breve distanza (entro 50-100 m), possono essere usati efficacemente i mirini e le tacche di mira dell'arma. Accanto alla funzione ottica, si possono trovare funzioni speciali come visori notturni, termocamere e anche telemetri, per scopi di valutazione del bersaglio.
I calibri più utilizzati nelle armi occidentali sono il 7,62 × 51 mm NATO (.308 Winchester), il più potente .300 Win Mag (7,62 × 67 mm) come negli Accuracy International AWM, e il .338 Lapua Magnum (8,6 × 70 mm). Il calibro più usato è il 7,62 mm con Heckler & Koch PSG1 e MSG90, Steyr SSG 69, Walther WA 2000, Remington 700, M24 o M40, Accuracy International Arctic Warfare e Accuracy International AWM della Bundeswehr. 
Il sovietico SVD Dragunov ha calibro 7,62 × 54 mm R. Venne usato dai tiratori nelle Guerre jugoslave. I fucili delle Specnaz come il VSS Vintorez usano calibro silenziato 9 × 39 mm.
Per obiettivi lontani fino a 2 km, e per bersagli "materiali" esiste il tipo di fucile anti-materiale come il calibro 12,7 × 99 mm NATO (.50 BMG). Esempi sono Barrett M82A1, HS .50, PGM Hécate II, Desert Tech HTI o McMillan Tac-50. Il fucile NTW 20 ha calibro 14,5 × 114 mm.
Vi sono varianti a calibro più piccolo come il 5,56 × 45 mm NATO usate da SIG 550-1 o 5,8 × 42 mm usato dal cinese QBU-88.
Un nuovo sviluppo del settore, è il fucile di precisione Barrett M99, con munizioni .416 Barrett (10,6 × 83 mm).

## Munizionamento speciale

Raufoss Mk 211 calibro .50 BMG

Esistono diverse varianti di utilizzo di munizioni per il tiro di precisione, con proiettili blindati, esplosivi, multiutilità.
Durante la seconda guerra mondiale, in Germania veniva usata la "B-Munition" calibro 7,92 × 57 mm, dove B sta per Beobachtungspatrone o cartuccia di osservazione o meglio tracciante. Venne originariamente usata per scopi antiaerei fino al 1944, a bordo di velivoli, dove il bersaglio veniva puntato con l'aiuto di un cannocchiale.